# بلال خفيفي
 بلال خفيفي  (1991 تونس) هو لاعب كرة قدم تونسي يلعب حالياً في اتحاد بن ڨردان.

## روابط خارجية
- بلال خفيفي على موقع إي إس بي إن إف سي (الإنجليزية)
- بلال خفيفي على موقع قاعدة بيانات كرة القدم.إي يو (الإنجليزية)
- بلال خفيفي على موقع Soccerway.com (الإنجليزية)